# Хёйгор, Йоухан
Йоухан Доавур Хёйгор (фар. Jóhan Dávur Højgaard ; род. 11 июня 1982 года, в Тофтире, Фарерские острова) — фарерский футболист, защитник.

## Карьера
Йоухан — воспитанник клуба «Б68». Свой дебютный матч за «Б68» он провёл в 2003 году. В 2006 году он покинул свой родной «Б68», находившийся в зоне вылета и перешёл в «Готу», однако надолго там не задержался, сыграв за свою новую команду всего семнадцать матчей из-за расформирования клуба по ходу сезона-2007. По ходу сезона-2007 Йоухан вернулся в «Б68» и регулярно выходил на поле, являясь одним из ключевых игроков команды и её вице-капитаном. В 2012 году «Б68» покинул класс сильнейших, но Йоухан провёл неплохой сезон, сыграв во всех матчах фарерского первенства.

## Достижения
- Победитель первого дивизиона (3): 2005, 2007, 2013